# Koppa Gate, Anekal
Koppa Gate là một làng thuộc tehsil Anekal, huyện Bangalore Urban, bang Karnataka, Ấn Độ.